# مالایا کوکشاگا
مالایا کوکشاگا (انگلیسی: Malaya Kokshaga) یک رودخانه در استان ماری ال کشور روسیه است.